# Guillaume Boitel
Pour les articles homonymes, voir Boitel.

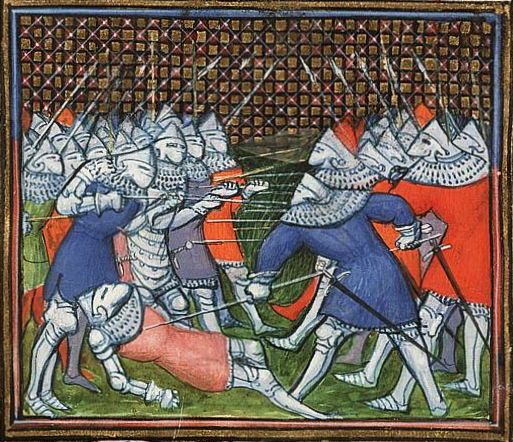
Guillaume Boitel transperçant le connétable anglais John Chandos

Guillaume Boitel (fl. 1364-1372) est un chevalier picard de la seconde moitié du XIVe siècle, capitaine sous les ordres du connétable . 
Avec le maréchal Arnoul d'Audrehem, Pierre le Bègue de Villaines et Olivier de Mauny, il fut l'un des principaux lieutenants de Bertrand du Guesclin. Il commandait son avant-garde et lui servait occasionnellement de négociateur.

## Guerre en Normandie
En mai 1364, alors que les Anglais et Navarrais tenaient en Cotentin plusieurs villes et châteaux et ravageaient la Basse Normandie, Bertrand du Guesclin vint à Caen où il assembla ses gens. Dans sa compagnie était messire Guillaume Boitel, « chevalier de grand honneur et de haute vaillance ». Bertrand du Guesclin se dirigea vers Valognes pour s'en emparer. Les Anglais dressèrent sur sa route une embuscade, mais il tombèrent sur Guillaume Boitel qui était à l'avant-garde. Guillaume Boitel contre-attaqua vigoureusement les Anglais, cent-quarante furent tués, les autres s'enfuirent. Guillaume Boitel poursuivit les Anglais jusqu'aux portes de Valognes et Bertrand du Guesclin vint le rejoindre après l'investissement de la place,. 

## Guerre de Bretagne
Guillaume Boitel fit partie des chevaliers qui étaient au côté de du Guesclin à la bataille d'Auray, le 28 septembre 1364, où le duc Charles de Blois fut tué et du Guesclin fait prisonnier. Il fit aussi partie des chevaliers qui accompagnaient du Guesclin lorsque celui-ci négocia à Paris avec les chefs des grandes compagnies pour les convaincre de le suivre lors de la guerre civile castillane entre les deux prétendants Henri II et Pierre Ier, où du Guesclin, mandaté par Charles V de France, soutenait le parti d'Henri.

## Guerre civile de Castille
Guillaume Boitel commandait l'avant-garde des troupes de du Guesclin en Espagne occidentale à la fin de 1365 . Il s'empara de Magallón et de Borgues où il fut rejoint par du Guesclin, d'où son surnom de « poliorcète ».
Il entra à Burgos puis à Tolède au côté de du Guesclin et du roi Henri II. À la tête de ses soldats, il participa activement à la bataille de Nájera le 3 avril 1367, où Bertrand fut fait prisonnier par le Prince Noir. En mars 1369, Guillaume Boitel dirigea un corps d'armée à la bataille de Montiel, où fut définitivement défait et décapité le roi Pierre Ier de Castille, malgré l'alliance militaire de ce dernier avec le roi maure de « Belmarin » (بنو مرين au Maroc et Algérie occidentale), Abu Faris Abd al-Aziz ben Ali dit « al mustasir », (le dolent) (أبو فارس المستنصر عبد العزيز بن علي).

## Mort deJohn Chandos
Revenu de Castille, Guillaume Boitel précéda le retour en France de Bertrand du Guesclin à la fin de 1369, pour combattre les troupes du roi d'Angleterre Édouard III. Le 31 décembre 1369, lors d'une escarmouche près du pont sur la Vienne à Lussac-les-Châteaux, la lance de Guillaume Boitel transperça le connétable anglais John Chandos, sénéchal du Poitou, qui mourut le lendemain. Le cénotaphe de John Chandos, érigé près de l'endroit où il a été tué, continue à être entretenu par les autorités britanniques.

## Montre de Blois
Lors d'une montre du 20 janvier 1370 à Blois, du Guesclin passa en revue une compagnie à cheval sous les ordres de Guillaume Boitel, qui comportait six chevaliers, quatre-vingts écuyers, six archers non armés (versement de la solde mensuelle à la moitié des participants de la revue : 896 livres de gages pour quarante des cavaliers dont 120 livres pour le seul Guillaume Boitel). Guillaume Boitel participa ensuite au siège et à la prise de La Rochelle le 22 juin 1372.

## Armes
Boitel porte de gueules à trois losanges d'argent posées en bande . La signification de ce blason est la suivante : le rouge (champ de gueules) représente le sang du Christ et les losanges les trois clous utilisés pour le crucifier.